# Zona afótica

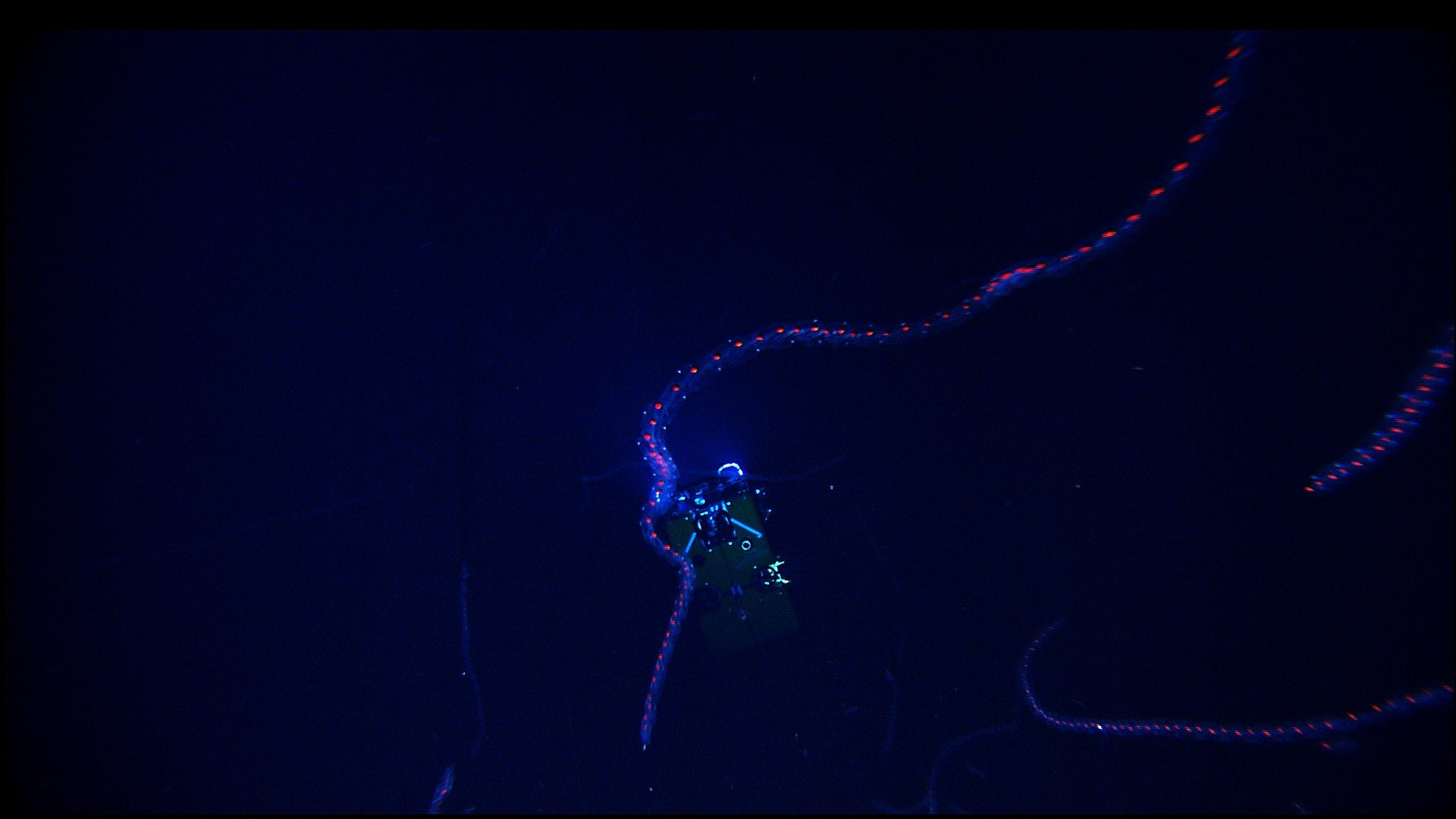
Organismos bioluminescentes na zona afótica do oceano.

Em ecologia, zona afótica é a camada localizada no interior de ecossistemas aquáticos onde já não se faz sentir a ação direta da luz solar. Como consequência, não se desenvolvem nesta zona organismos fotoautotróficos, como as algas. Por outro lado, há diversos microrganismos e animais que apresentam características que lhes permitem sobreviver em ambientes sem luz, como as profundezas do oceano. Os peixes abissais são exemplos de animais que vivem na zona afótica do oceano entre 2000 e 6000 metros de profundidade. Alguns deles alimentam-se de restos de organismos mortos que são transportados em direção ao fundo do oceano, vindos da zona fótica. Um caso especial de zona afótica ocorre em cavernas, que são ambientes não necessariamente submersos onde pode não haver luz solar permanentemente.

## Aspectos físicos

### Dimensão
A maior zona afótica ocorre no oceano e ocupa aproximadamente 95% do seu volume total de água. Isso representa cerca de 1,265 quilômetros cúbicos de água do mar localizada em uma região de completa escuridão. A zona afótica do oceano global é uma das regiões mais desconhecidas do planeta, sendo comum o jargão de que conhecemos mais a superfície da Lua do que o fundo dos oceanos.

### Luz

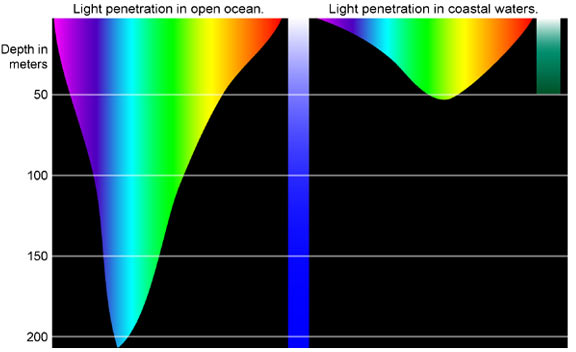
Penetração da luz visível no oceano aberto (figura à esquerda) e em águas costeiras (figura à direita)

Uma parte da luz solar que incide na superfície da Terra pertence à faixa visível do espectro eletromagnético, apresentando comprimentos de onda entre aproximadamente 400 (violeta) e 750 nm (vermelho). Ao penetrarem em uma coluna de água, esses comprimentos de onda são paulatinamente absorvidos de maneira eficiente. Os comprimentos nos extremos da faixa de luz visível são os primeiros a serem absorvidos. O vermelho, por exemplo, é totalmente absorvido nos primeiros 10 metros de profundidade. Já o laranja e o amarelo são absorvidos até 40 e 100 m de profundidade, respectivamente. O verde e o azul penetram mais na coluna de água, sendo que o azul é o último comprimento de onda absorvido pela água. Por esta razão, o oceano parece ser azul quando visto da superfície porque este é o comprimento de onda que mais penetra na coluna de água marinha. No oceano, somente 45% da luz solar incidente na sua superfície chega a 1 m de profundidade, enquanto 16% atinge 10 m de profundidade e somente 1% alcança 100 m de profundidade.

## Fotossíntese no oceano profundo
Acreditava-se que não havia fotossíntese na zona afótica devido a ausência de luz solar. Entretanto, em 2005, bactérias sulfurosas verdes da família Chlorobiaceae foram amostradas em uma fonte hidrotermal no Oceano Pacífico (próximo à costa do México) a 2391 m de profundidade. Essas bactérias são exclusivamente fotossíntéticas e conseguem realizar fotossíntese em condições de luz muito baixas. Nas fontes hidrotermais, seus pigmentos fotossintéticos conseguem absorver a incipiente luz emitida pela radiação geotermal a fim de realizar fotossíntese.
Fontes hidrotermais, particularmente as fumarolas negras, emitem luz térmica devido à sua alta temperatura. Entretanto, a intensidade dessa luz é aproximadamente seis ordens de grandeza inferior à intensidade da luz solar e os comprimentos de onda emitidos são limitados de 700 a 800 nm, o que representa uma cor vermelho escuro.
A descoberta dessas bactérias sulfurosas verdes é extremamente relevante, pois a vida na Terra pode ter sido originada em ambientes similares às fontes hidrotermais. Essa descoberta também é importante porque desvincula a dependência do Sol para a ocorrência da fotossíntese. Esse fato ainda abre novos horizontes em relação à origem da fotossíntese, que pode ter surgido a partir de bactérias quimiossintetizantes que inicialmente usariam moléculas sensíveis à luz para as guiarem por fototaxia para fontes hidrotermais onde há nutrientes. Além disso, essa descoberta lança novas ideias especulativas quanto à existência de vida extraterrestre. Por exemplo, acredita-se que hajam condições suficientes para a vida em Europa (um dos satélites naturais de Júpiter), exceto luz capaz de sustentar formas tradicionais de fotossíntese. Também acredita-se que Europa possua oceanos abaixo de sua superfície congelada. No fundo desses oceanos poderiam existir fontes hidrotermais, visto que a pressão exercida pela gravidade de Júpiter pode desencadear processos similares ao movimento tectônico observado na Terra. Assim, hipoteticamente, essas fontes hidrotermais poderiam suportar formas de vida similares às bactérias sulfurosas verdes.

## Zona afótica no oceano

Divisões da zona pelágica no oceano.

Apesar de 200 m de profundidade ser o limite frequentemente usado para o fim da zona fótica e início da zona afótica nos oceanos, tipicamente a luz solar não ultrapassa os primeiros 100 m de coluna de água. Em alguns casos esse limite pode ser ultrapassado. Por exemplo, a maior profundidade registrada de penetração da luz solar no oceano é 590 m no Pacífico tropical. De uma maneira geral, a luz solar consegue penetrar mais profundamente nas latitudes tropicais.
Em relação à divisão batimétrica dos oceanos, a zona afótica engloba as zonas mesopelágica, batipelágica, abissopelágica e hadopelágica. Apenas a zona epipelágica não está dentro da zona afótica marinha. Isto confere à zona afótica grande importância ecológica e econômica. Seu valor ecológico é devido à presença da termoclina permanente e das fontes hidrotermais além de toda a vida pelágica e bentônica que habita essa zona sem luz. Já o seu valor econômico é devido à presença de nódulos de ferro-manganês sobre o sedimento marinho e reservas de combustíveis fósseis abaixo do leito marinho.
O fundo das bacias e fossas oceânicas é um dos lugares mais extremos para se viver no planeta. Este fato é ilustrado pela diversidade de espécies no oceano, visto que mais de 70% de todas as espécies marinhas vivem a menos de 500 m de profundidade. Em 3000 m, esse número cai para apenas 3% das espécies conhecidas. Para viver em altas profundidades é preciso muitas adaptações. Águas profundas são frias, possuem menos oxigênio dissolvido do que na superfície, têm pouca disponibilidade de alimento e apresentam pressões maiores que 300 vezes aquela encontrada na atmosfera ao nível do mar. Entre as adaptações desenvolvidas pelos organismos que vivem nessas regiões, pode-se destacar: baixa taxa metabólica, mudanças na composição bioquímica do corpo, formas e tamanhos corporais peculiares, entre outras.

## Zona afótica em lagos
Também chamada de zona profundal, a zona afótica de lagos é bastante reduzida quando comparada ao oceano. Em lagos, cerca de 99% da luz solar incidente na superfície pode ser absorvida nos primeiros 11 m de profundidade (ou menos), como observado no Lago Vitória na África. Isso ocorre devido ao maior crescimento algal que aumenta a turbidez na coluna de água, além da presença de matéria orgânica cromofórica na forma de substâncias húmicas. Em lagos, também pode haver grande variação na profundidade da zona afótica devido à presença de gelo na superfície (que gera sombreamento e reflete a luz do Sol) e o aporte de material particulado em suspensão (inorgânico e orgânico). Flutuações na produtividade primária e na composição da comunidade fitoplanctônica também influenciam a profundidade da zona afótica, seja pelo aumento/diminuição dos nutrientes disponíveis, pela predação do zooplâncton ou pela variação sazonal na incidência de luz solar.

## Zona afótica em cavernas
Diferentemente de outras zonas afóticas, aquelas observadas em cavernas podem não ser submersas. Por ser subterrâneo (hipógeo), o ambiente carvernícola é bastante diferenciado dos outros ambientes superficiais (epígeos). As cavernas costumam apresentar alta umidade, temperaturas constantes, escuridão, silêncio e, às vezes, circulação de ar quase ausente. Tais ambientes tendem a ser estáveis porque a rocha onde a caverna está localizada cria um efeito tampão, separando-a do exterior. Mesmo assim, existe influência externa nas cavernas e, muitas vezes, ela é essencial para trazer alimento de diversas formas (por exemplo: carcaças, fezes, guano, raízes e restos vegetais).
O ambiente da caverna pode ser dividido em três zonas: (1) zona de entrada, onde há o encontro dos meios epígeo e hipógeo; (2) zona de penumbra, onde a luz diminui gradativamente; e (3) zona afótica onde não há mais luz. Nesta, a estabilidade é máxima, com temperaturas constantes e umidade próxima a 100%.
Devido à ausência de luz na maior parte das cavernas, impedindo a fotossíntese, a cadeia trófica local é extremamente peculiar, sendo que as bactérias quimiossintetizantes estão na base dessa cadeia alimentar. Contudo, é raro que essas bactérias cresçam em número suficiente para sustentar grandes populações de outros organismos, fazendo com que eles dependam de alimento vindo de fora da caverna.

### Adaptações

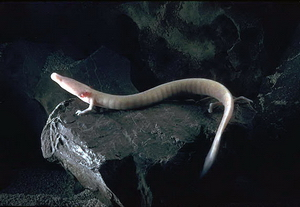
Proteus anguinus é um animal com características hipógeas classícas.

As adaptações mais conhecidas à ausência de luz são a pigmentação clara na pele e os olhos reduzidos (ou ausentes). Suas ocorrências são facilitadas pela falta de necessidade de ambos em ambientes de escuridão permanente. Por outro lado, a compensação sensorial é naturalmente selecionada por ajudar os indivíduos a perceber o ambiente ao seu redor. Isso é feito através de quimio, mecano e/ou eletroreceptores. Adaptações à baixa e, às vezes, imprevisível disponibilidade de alimentos incluem menor taxa metabólica, baixa fecundidade, reprodução pouco frequente, ovos grandes em baixa quantidade, maturidade tardia, crescimento lento e alta longevidade.
Apesar de características como olhos reduzidos e pigmentação clara serem tipicamente encontradas em animais de cavernas, elas não são necessariamente obrigatórias. Existem várias espécies troglóbias (isto é, restritas ao meio subterrâneo) que aparentam não ser hipógeas. Apesar disso, é possível usar o grau de modificação dessas características para estimar grosseiramente o tempo que a espécie permaneceu isolada no meio subterrâneo. Também deve-se ter em mente que a velocidade de transformação dessas características não é idêntica em todas as espécies. Tamanho populacional bem como fatores genéticos e ecológicos podem influenciar nesse processo.